# Kvalifikace na Mistrovství světa ve fotbale 1970 (CONMEBOL)
Kvalifikace na Mistrovství světa ve fotbale 1970 zóny CONMEBOL určila 3 účastníky finálového turnaje.
Všech 10 účastníků jihoamerické zóny bylo rozlosováno do třech skupin po čtyřech, resp. třech týmech. Ve skupinách se utkal každý s každým dvoukolově doma a venku. Vítězové skupin postoupili na MS.

## Skupina 1
| Poř. | Tým       | B | Z | V | R | P | VG | IG |
| ---- | --------- | - | - | - | - | - | -- | -- |
| 1    | Peru      | 5 | 4 | 2 | 1 | 1 | 7  | 4  |
| 2    | Bolívie   | 4 | 4 | 2 | 0 | 2 | 5  | 6  |
| 3    | Argentina | 3 | 4 | 1 | 1 | 2 | 4  | 6  |

| Datum                        | Domácí    | Výsledek | Hosté     |
| ---------------------------- | --------- | -------- | --------- |
| 27. července 1969, La Paz    | Bolívie   | 3 – 1    | Argentina |
| 3. srpna 1969, Lima          | Peru      | 1 – 0    | Argentina |
| 10. srpna 1969, La Paz       | Bolívie   | 2 – 1    | Peru      |
| 17. srpna 1969, Lima         | Peru      | 3 – 0    | Bolívie   |
| 24. srpna 1969, Buenos Aires | Argentina | 1 – 0    | Bolívie   |
| 31. srpna 1969, Buenos Aires | Argentina | 2 – 2    | Peru      |

Peru postoupilo na Mistrovství světa ve fotbale 1970.

## Skupina 2
| Poř. | Tým       | B  | Z | V | R | P | VG | IG |
| ---- | --------- | -- | - | - | - | - | -- | -- |
| 1    | Brazílie  | 12 | 6 | 6 | 0 | 0 | 23 | 2  |
| 2    | Paraguay  | 8  | 6 | 4 | 0 | 2 | 6  | 5  |
| 3    | Kolumbie  | 3  | 6 | 1 | 1 | 4 | 7  | 12 |
| 4    | Venezuela | 1  | 6 | 0 | 1 | 5 | 1  | 18 |

| Datum                          | Domácí    | Výsledek | Hosté     |
| ------------------------------ | --------- | -------- | --------- |
| 27. července 1969, Bogotá      | Kolumbie  | 3 – 0    | Venezuela |
| 2. srpna 1969, Caracas         | Venezuela | 1 – 1    | Kolumbie  |
| 6. srpna 1969, Caracas         | Venezuela | 0 – 2    | Paraguay  |
| 6. srpna 1969, Bogotá          | Kolumbie  | 0 – 2    | Brazílie  |
| 10. srpna 1969, Caracas        | Venezuela | 0 – 5    | Brazílie  |
| 10. srpna 1969, Bogotá         | Kolumbie  | 0 – 1    | Paraguay  |
| 17. srpna 1969, Asunción       | Paraguay  | 0 – 3    | Brazílie  |
| 21. srpna 1969, Rio de Janeiro | Brazílie  | 6 – 2    | Kolumbie  |
| 21. srpna 1969, Asunción       | Paraguay  | 1 – 0    | Venezuela |
| 24. srpna 1969, Asunción       | Paraguay  | 2 – 1    | Kolumbie  |
| 24. srpna 1969, Rio de Janeiro | Brazílie  | 6 – 0    | Venezuela |
| 31. srpna 1969, Rio de Janeiro | Brazílie  | 1 – 0    | Paraguay  |

Brazílie postoupila na Mistrovství světa ve fotbale 1970.

## Skupina 3
| Poř. | Tým     | B | Z | V | R | P | VG | IG |
| ---- | ------- | - | - | - | - | - | -- | -- |
| 1    | Uruguay | 7 | 4 | 3 | 1 | 0 | 5  | 0  |
| 2    | Chile   | 4 | 4 | 1 | 2 | 1 | 5  | 4  |
| 3    | Ekvádor | 1 | 4 | 0 | 1 | 3 | 2  | 8  |

| Datum                                | Domácí  | Výsledek | Hosté   |
| ------------------------------------ | ------- | -------- | ------- |
| 6. července 1969, Guayaquil          | Ekvádor | 0 – 2    | Uruguay |
| 13. července 1969, Santiago de Chile | Chile   | 0 – 0    | Uruguay |
| 20. července 1969, Montevideo        | Uruguay | 1 – 0    | Ekvádor |
| 27. července 1969, Santiago de Chile | Chile   | 4 – 1    | Ekvádor |
| 3. srpna 1969, Guayaquil             | Ekvádor | 1 – 1    | Chile   |
| 10. srpna 1969, Montevideo           | Uruguay | 2 – 0    | Chile   |

Uruguay postoupila na Mistrovství světa ve fotbale 1970.